# Venarey-les-Laumes
Venarey-les-Laumes este o comună în departamentul Côte-d'Or, Franța. În 2009 avea o populație de 2,981 de locuitori.

## Evoluția populației
| An        | 1975  | 1982  | 1990  | 1999  | 2006  | 2009  |
| --------- | ----- | ----- | ----- | ----- | ----- | ----- |
| Populație | 3,347 | 3,450 | 3,544 | 3,274 | 3,068 | 2,981 |